# Knitr
knitr是R语言中一个用来动态生成报告的包，用户可以在报告中嵌入数据分析的源代码，通过knitr编译直接生成一份报告，而无需复制粘贴结果，所有结果由knitr执行源代码动态生成。knitr可以结合LaTeX、LyX、HTML、Markdown以及reStructuredText文档使用。它的设计范式源于文学编程，目的是促进可重复的科学研究。它是开源软件，许可证为GNU GPL。
knitr的编写受到Sweave影响，但模块化程度更高，扩展方便，支持文档类型也更多（Sweave主要用于LaTeX文档）。例如它支持R Markdown格式，RPubs网站是一个很好的应用示例。其它扩展包括：缓存、TikZ图形、多语言支持（如Python、Perl、Shell和CoffeeScript等）。
目前支持knitr的编辑器有RStudio、LyX和Emacs/ESS。

## 同时参见
- Sweave
- 文学编程
- LaTeX
- LyX